# Reijmyre glasbruk

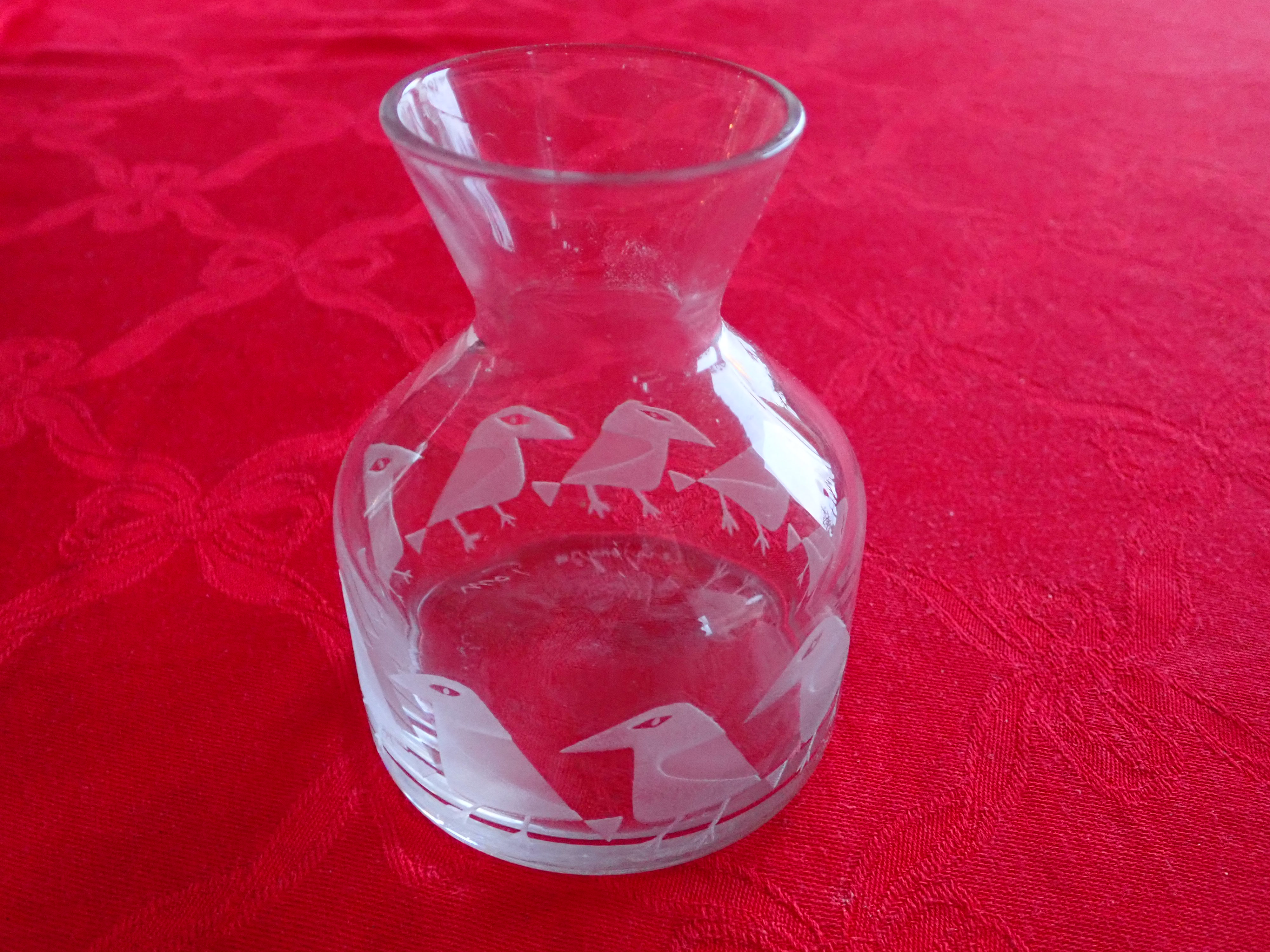
Karaff från Reijmyre glasbruk, formgiven av Tom Möller och graverad av Ingmar Lindberg

Reijmyre Glasbruk är ett svenskt glasbruk grundat 1810. Det är ett av Sveriges äldsta företag som fortfarande är i drift, även om bruket vid olika tillfällen varit nedlagt eller försatt i konkurs. Bruket ligger i Rejmyre i Skedevi socken i Finspångs kommun i Östergötland.

## Historik

### Bakgrund som bondehemman

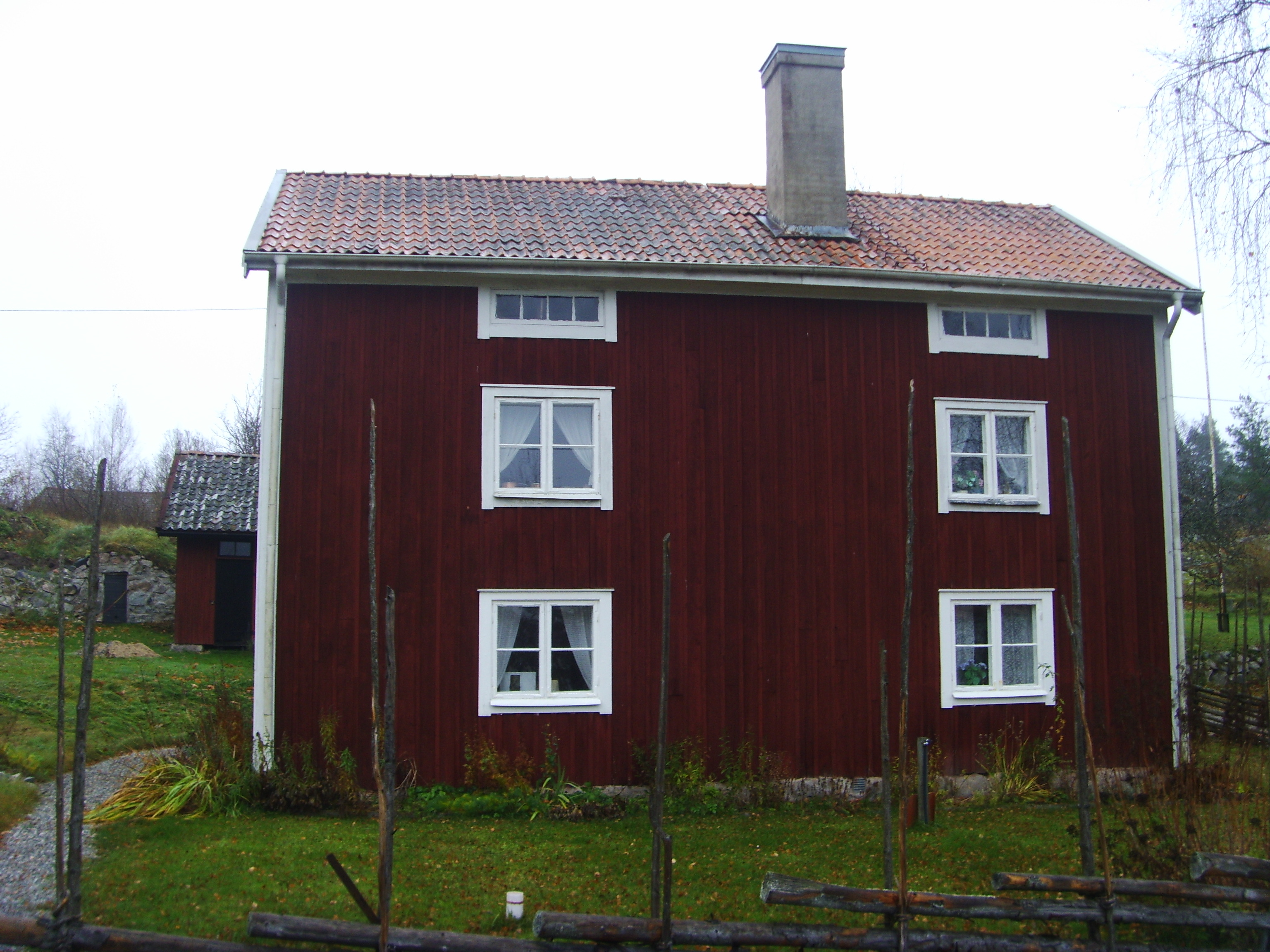
Grindstugan, statarebostad under 1700-talet idag museum.

Hemmanet Rejmyre var länge ett bondehemman som ofta skiftade ägare. Det omnämns flera gånger under medeltiden, första gången i bevarade handlingar 1353 såsom Raegymørum och 1385 under namnet Reghinmyra. Då var det i Askeby klosters ägo, men såldes detta år till riksdrotsen Bo Jonsson (Grip). Knappt ett sekel efteråt, 1477, var det åter i klostrets ägo. Med tiden kom hemmanet att bestå av fyra hemmansdelar och lika många gårdar.
År 1763 inköptes Rejmyre hemman av Jacob Graver, som i trakten också ägde bland annat buldansväveriet i Rodga och järnbruket i Hultsbruk. Efter dennes död 1779 disponerades Rejmyre av hans änka Maria Magdalena Eurenia. Genom ett gåvobrev daterat den 20 januari 1810 överlät hon Rejmyre till sin son Johan Jacob Graver (född 1765), av allt att döma för att göra det möjligt för denne att där förverkliga sina planer på att anlägga ett glasbruk. Johan Jacob Graver hade dock själv inte det kapital som erfordrades, varför han skrev kontrakt med friherre Mattias Alexander von Ungern-Sternberg från Äs i Södermanland.

### Glasbruket grundas
Den 6 april 1810 undertecknades på Sillesjö gård ett kontrakt mellan Johan Jakob Graver och Mattias Alexander von Ungern Sternberg om anläggandet av ett glasbruk vid Rejmyre. Därefter ansöktes om privilegier hos Kungliga kommerskollegium. Motiveringen var den stora tillgången på skog, vilken inte fanns annan avsättning för, och den rika förekomsten av kvarts i trakten, samt att Sverige 1809 fått avträda Finland och därmed mist de finska glasbruken. Kommerskollegium beviljade ansökan och utfärdade den 9 juli 1810 de begärda privilegierna helt enligt de sökandes önskemål.
I juni 1810 (alltså innan privilegierna beviljats) skrevs kontrakt med glasblåsaren Johan Gleisner att denne skulle leda anläggandet av det nya bruket och därefter som hyttmästare leda tillverkningen. Av okänd anledning bröts detta kontrakt nästan omedelbart och som ersättare anställdes Carl Houbbert från Norge för att uppföra glasugnen. Det visade sig vara ett lyckosamt val. Houbbert kan tillskrivas en stor del av äran för att Reijmyre glasbruk snabbt blev ett av de främsta i landet. Andra glasblåsare hämtades från närmare håll, dels från Casimirsborgs glasbruk nära Västervik och dels från Cedersbergs glasbruk söder om Linköping.

### von Post

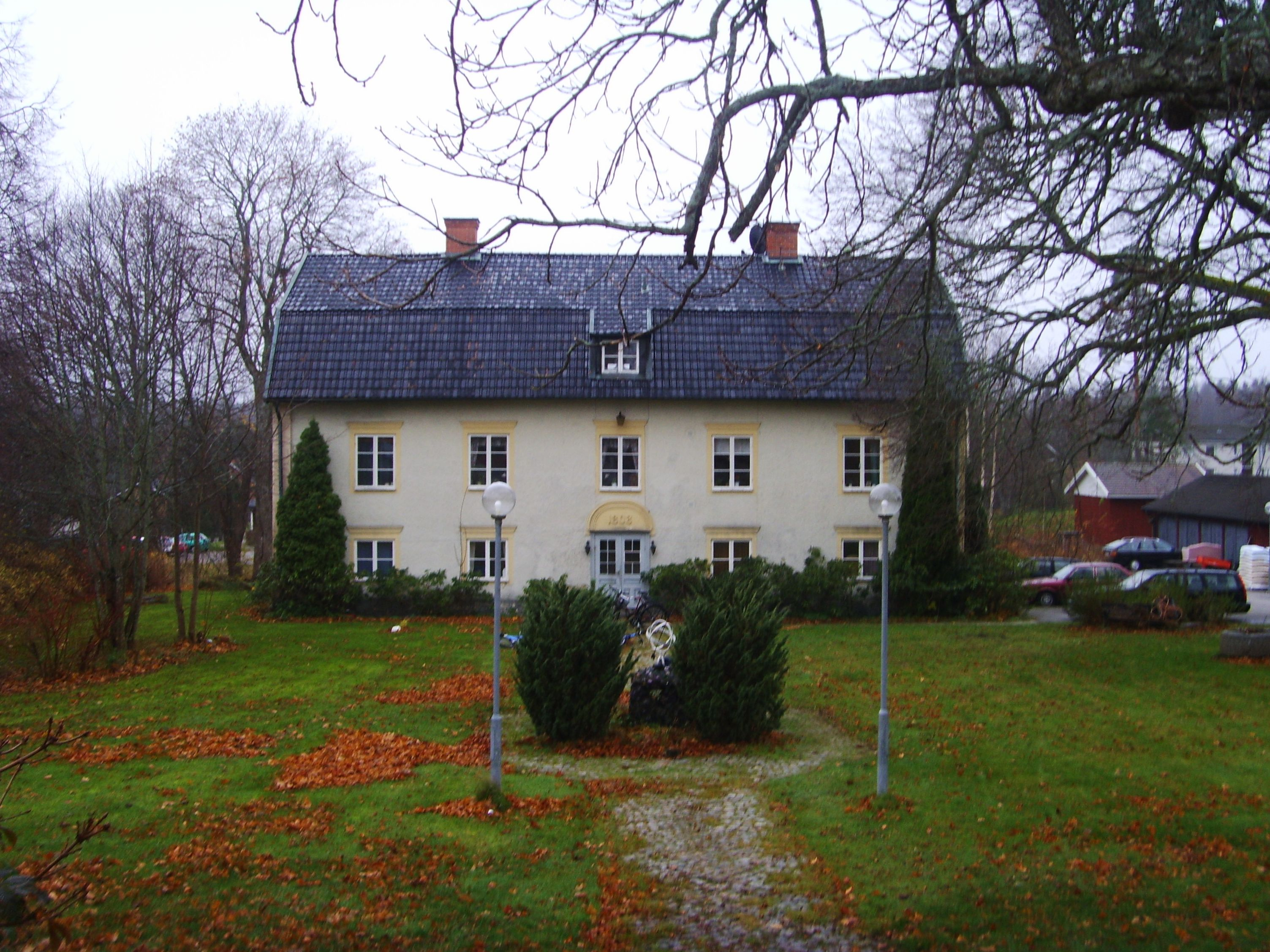
Bruksgården med sina två flyglar var några av de första byggnaderna som uppfördes vid Reijmyre glasbruk. Dessa från början rödfärgade timmerbyggnader var bostadshus åt brukets glasblåsare och uppdelade i ett antal mindre lägenheter. Inre ombyggnation och den ljusa reveteringen tillkom på 1870-talet, då disponent Josua Kjellgren flyttade in i huvudbyggnaden och brukskontoret förlades i den västra flygeln.

Den första hyttan byggdes av Per Matsson från Mora och var 28,5 x 14,5 meter. Bruksgården och den östra flygeln byggdes 1811 och den västra flygeln tillkom 1812. Denna brann dock senare ned, men en kopia av flygeln uppfördes 1975. Därtill uppfördes ett glasmagasin och ett stampverk vilket senare kompletterades med en såg. Graver, som av formuleringarna i bolagskontraktet att döma var initiativtagaren till glasbruket, var inte så framgångsrik i affärer och 1815 var von Ungern Sternberg ensam ägare till glasbruket. 1816 överlät han ledningen av bruket till sin svärson Gustaf Eric von Post som tjugosex år gammal hade tagit avsked från sin militärtjänst med kaptens grad.
En av von Posts väsentligaste insatser var att koncentrera tillverkningen till vitt och grönt så kallat småglas och att kraftigt inskränka, för att slutligen 1821 helt upphöra med, tillverkningen av fönsterglas. Gustaf von Post avled 1850 och bruket ärvdes av hans barn och brorsonen Hampus von Post utsågs till disponent 1851, en tjänst han behöll till 1868 då glasbruket omvandlades till ett aktiebolag. Han var intresserad av naturvetenskap och utbildad i kemi, fysik och geologi.
Under sin verksamma tid i Rejmyre inriktade sig Hampus von Post först och främst på att söka höja glasets kvalitet, medan hans intresse för den ekonomiska sidan av driften var mindre. Under de första decennierna tillverkades ett rikt och mångskiftande urval av det tidiga 1800-talets mest populära glasformer. Karaffer, brännvinsflaskor, vinglas, brännvinsglas och ölglas av olika slag samt bunkar, bläckhorn, gardinringar, smöraskar, ljusstakar och nattkärl.

### Gravyr

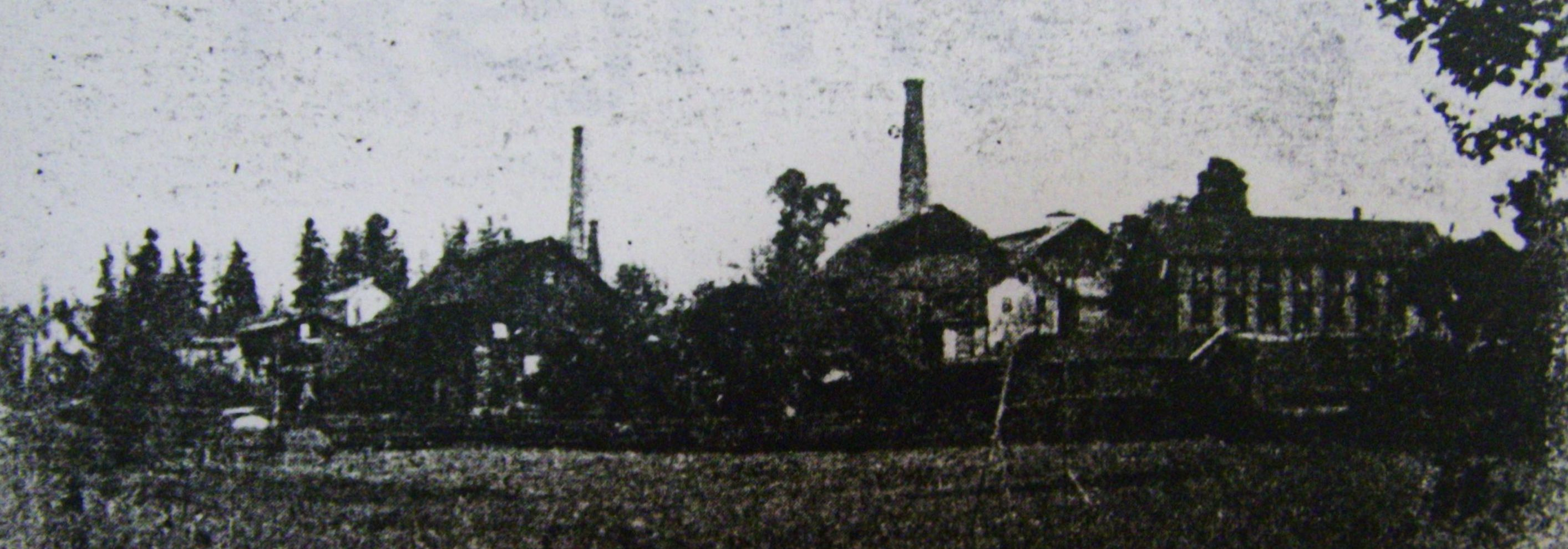
Nedre hyttan (t v) vid Reijmyre glasbruk, uppfördes 1863 och en gasklocka tillbyggdes 1871. Gasklockan fylldes igen vid brukets rivning 1926 och torde finnas kvar i orört skick under jord. Övre hyttan (t h) stod färdig 1815, efter att den första hyttan brunnit samma år. Av dessa hyttor återstår idag endast den högra fyrkantiga skorstenen från 1878, efter rivningarna av hyttorna 1926. Engelska magasinet, som syns längst till höger på denna bild från omkring 1905, uppfördes 1890 och var ursprungligen kontors- och packlokal. På 1930-talet byggdes en vanna i lokalen och den användes då som glashytta, då glasbruket återuppstod.

En del av det vita glaset förädlades genom slipning och gravyr. Den först anställde "glasritaren", Nils Sundblad, som började sin verksamhet på nyåret 1817 och som lärt sig sin konst vid Kungsholms glasbruk, upprättade en mönsterbok för glasritning (glasgravyr), vilken bevarats till våra dagar på Frängsäters gods.
Liksom flertalet andra svenska glasbruk tillverkade Reijmyre även flaskor och buteljer av åtskilliga sorter och storlekar liksom mycket annat, huvudsakligen för hushålls- och apoteksbruk. Under några år gjorde hyttmästaren Houbbert och glasblåsaren Ferdinand Schmidt också leksaker av glas, dessa såldes som julklappar i brukets bod i Stockholm. I en annons från 1818 talas om "Djur och Korgar, Fat, Kannor samt diverse sorter annat smått".

### Förenkling av tillverkningen
Vid tiden omkring 1820 tillverkade Reijmyre i jämförelse med andra bruk stora mängder slipat glas, delvis med den tidens mest uppskattade dekor, briljantslipning. Försök gjordes också att förenkla tillverkningen med avsikten att göra glaset billigare och därmed möjligt för gemene man att köpa glas i större utsträckning än som tidigare varit fallet. Man prövade med att ge glasen en dekor som liknade slipning genom att redan under blåsningen i hyttan förse glasen med horisontella ränder. Dricksglas av denna typ kallades av samtiden fyrbandsglas, numera känner vi dem under beteckningen länsmansglas. Genom att blåsa i så kallad fast form kunde man även tillverka glas som hade dekor i relief, till exempel räfflad nederdel, denna teknik hämtade man från det andra östgötska glasbruket Cedersberg och glasen vann snabbt popularitet.

### Kjellgrenska epoken 1868–1921

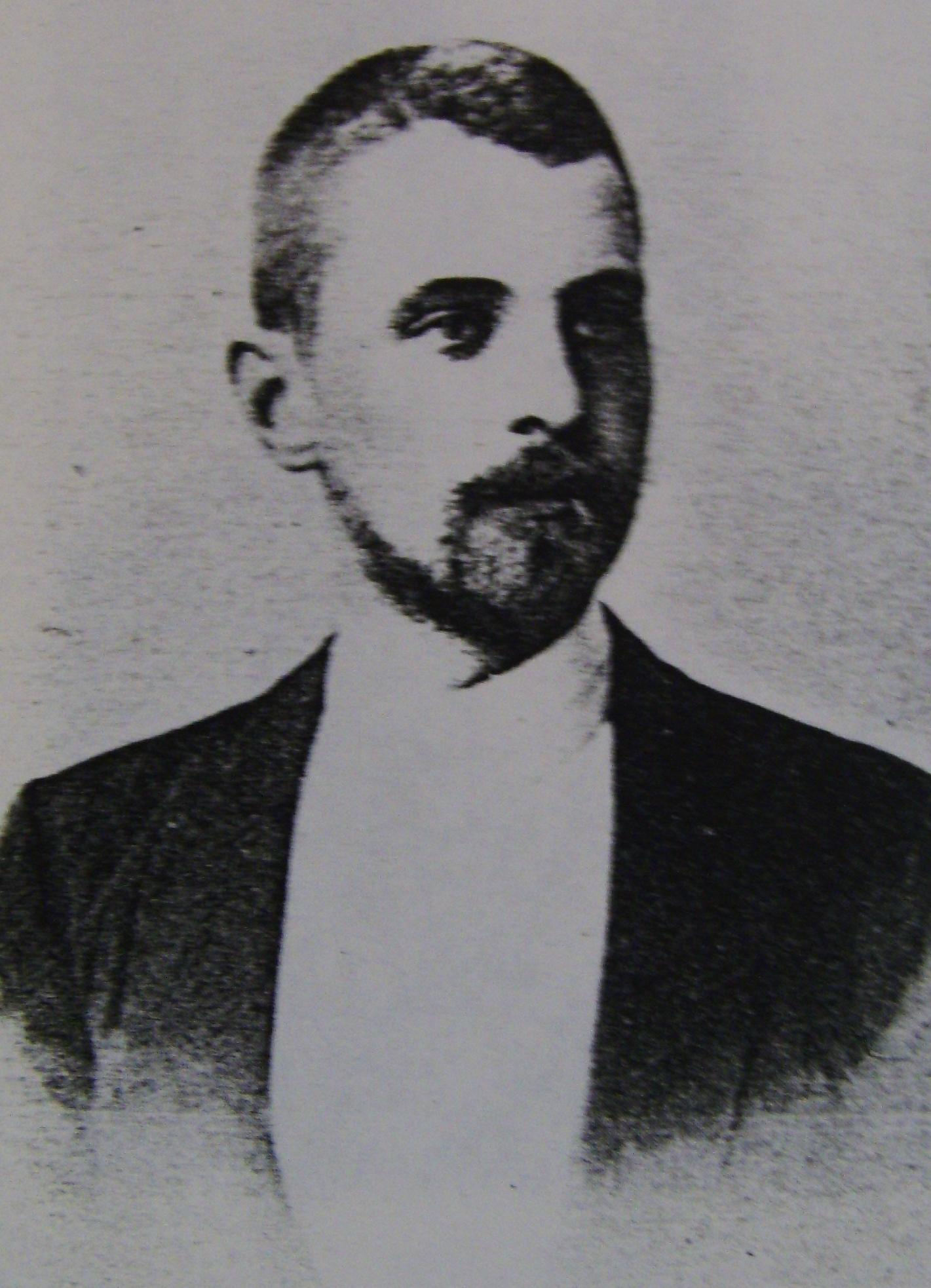
Sten Kjellgren

År 1868 övergick Reijmyre glasbruk till att bli ett aktiebolag, och brukspatronen Josua Kjellgren inträdde som disponent för bolaget, en befattning han hade till sin död 1901, då han efterträddes av sonen Sten Kjellgren som var disponent i två decennier till 1921. Den senare anställdes som teknisk ledare vid bruket 1895. Under Josua Kjellgrens ledning, där han alltsedan 1888 var ensam ägare till samtliga aktier, utvidgades och förbättrades verksamheten betydligt. Så förändrades ugnskonstruktionen, i det att Siemens regenerativa ugnar infördes. Nya arbetsmetoder för såväl glasets bearbetning som raffinering började tillämpas och förbättrades efterhand. Detta ledde till att brukets produkter rönte stor efterfrågan, även i utlandet, dit en stor kvantitet såldes. Kring sekelskiftet 1900 fanns i Rejmyre tre ugnar på tillsammans 28 deglar, som rymde cirka 500 kg smält glas vardera.
Brukets filial Gryts glasbruk i Närke, som anlades 1897, upphörde med verksamheten 1903 efter en omfattande brand samma år, hade därtill en ugn med 12 deglar av ovannämnda storlek, och utarbetade sålunda dagligen 15 ton smält glasmassa. Som bränsle användes ved och torv, samt sågavfall. Torven togs upp med maskin och lufttorkades. Det var möjligt, då Josua Kjellgren uppfunnit en gasklocka (en sorts gengasanläggning som sparade sju till åtta kubikfamnar ved per dag, men som också möjliggjorde förbränning av torv och dylikt) som han hade fått patenträtt till. Under den Kjellgrenska epoken upplevde Reijmyre glasbruk sin storhetstid och räknades under många år som Sveriges största glasbruk med ca 400 anställda i glasframställningen och ca 200 anställda vid all kringverksamhet runt själva bruket, såsom i skogen, virkes- och tegelframställningen, lantbruket, torvupptagningen och vid Rejmyre linbana med mera. I sjön Hunn fraktade ångfartyget Gustav både varor och folk. Därtill hade man periodvis ett sliperi i Norrköping åren omkring 1900.

### Tidigt 1900-tal, nedläggning

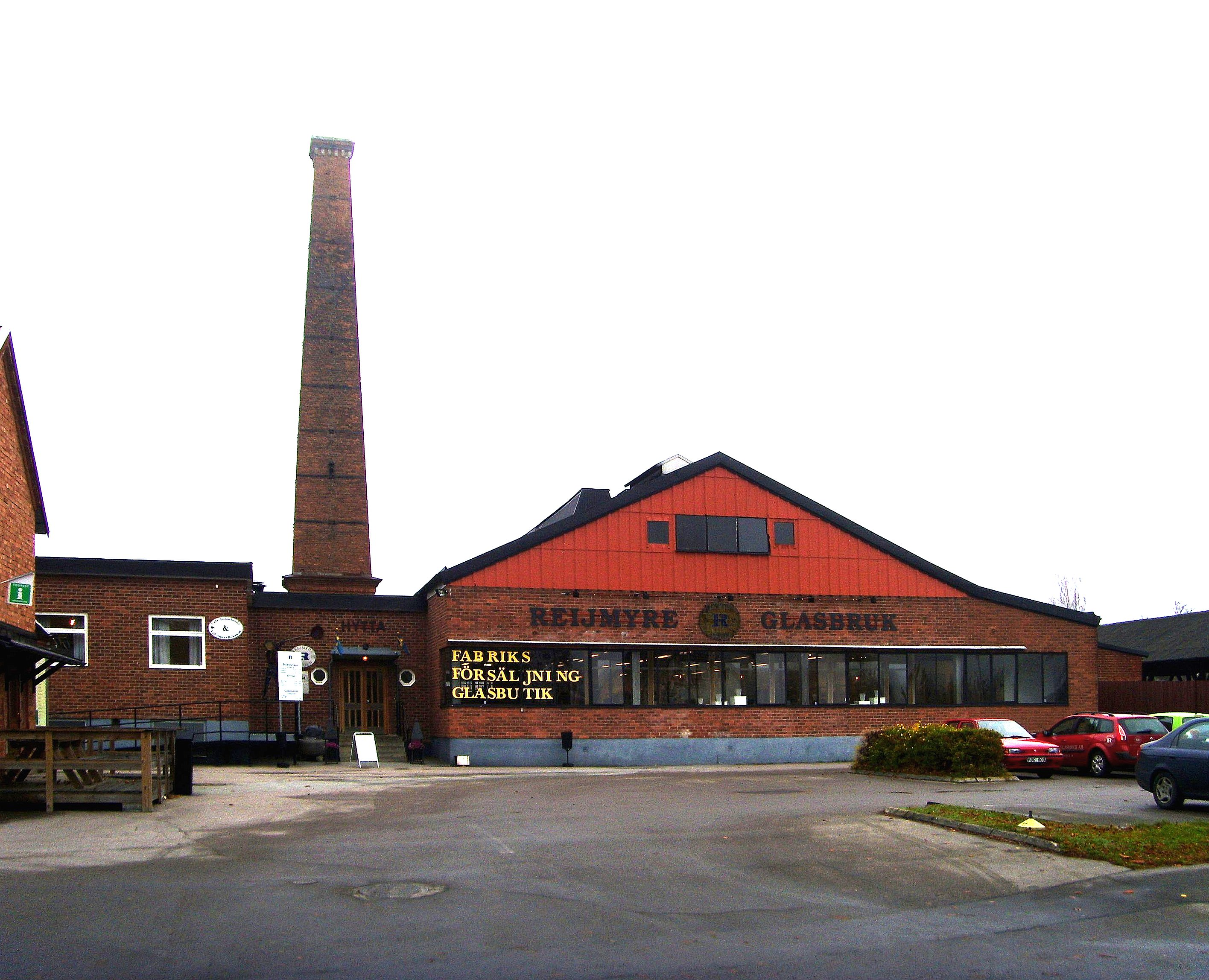
De flesta byggnader som idag finns på glasbruksområdet i Rejmyre härrör från 1900-talet. Den äldsta byggnaden är dock den gamla pottkammaren från 1800-talets första hälft, en röd tegelbyggnad om en våning med källare. Skorstenen på hyttan är byggd på 1870-talet. År 1900 uppfördes ett sliperi i slaggsten och hade plats för 110 slipstolar. Idag används denna byggnad som gästgiveri. En stor del av byggnaderna är från 1960-talets början.

I början av 1900-talet fanns det ett 60-tal svenska glasbruk i drift, vilket innebar en överetablering och pressade priserna. För att råda bot på utbud och prissättning startades på initiativ från Sten Kjellgren Aktiebolaget De svenska Kristallglasbruken 1903. Han ville effektivisera marknadsföring och försäljning, skapa en arbetsfördelning mellan bruken och få ned priserna på råvaror genom storinköp. En gemensam priskurant visade vilket sortiment som medlemmarna kunde erbjuda. I aktiebolaget ingick glasbruken i Rejmyre, Kosta, Eda, Alsterbro och Alsterfors. Kjellgren blev vald till kristallbrukens första VD, men samgåendet blev ödesdigert för Reijmyre, som inom det stora aktiebolaget var i minoritetsställning. Efter Första världskriget minskades avsättningen och inkomsterna. År 1920 släcks en av ugnarna i Rejmyre på grund av orderbrist, trots att man hade försökt sig på med nya produkter som glödlampor.
Sten Kjellgren avgick som VD 1921 och flyttade från orten. Han efterträddes av Gunnar Håkansson 1921–23 och därefter Carl Kaijser 1923–26. Sistnämnda år blev ödesdigert för Rejmyre som ort, då beslöts vid sammanträde i Kosta under ordförandeskap av Edward Strömberg att Reijmyre glasbruk skulle läggas ned, trots att arbetarna erbjöd sig genom facket att arbeta med lönerereducering om bruket fick fortleva. Båda hyttorna revs trots att en påkostad tillbyggnad hade skett strax för nedläggningen, bland annat ingick i rivningen två nybyggda glasugnar, som ännu inte var tagna i drift. Skorstenen vid nedre hyttan sprängdes och samma öde skulle drabba den större vid övre hyttan, byggd på 1870-talet, men på grund obstruktion från arbetarnas sida misslyckades detta och skorstenen fick stå kvar, vilken blev grunden för den nya glasugnen som byggdes på 1930-talet, vilket möjliggjordes bland annat genom en donation av Hjalmar Wicander, då produktionen i Rejmyre återuppstod. Rejmyre linbana revs också i slutet av 1920-talet, efter att de stora varulagren hade förädlats och transporterats bort. Skogen såldes till Domänverket och fastigheterna till privatpersoner.

### Återupptagande av driften

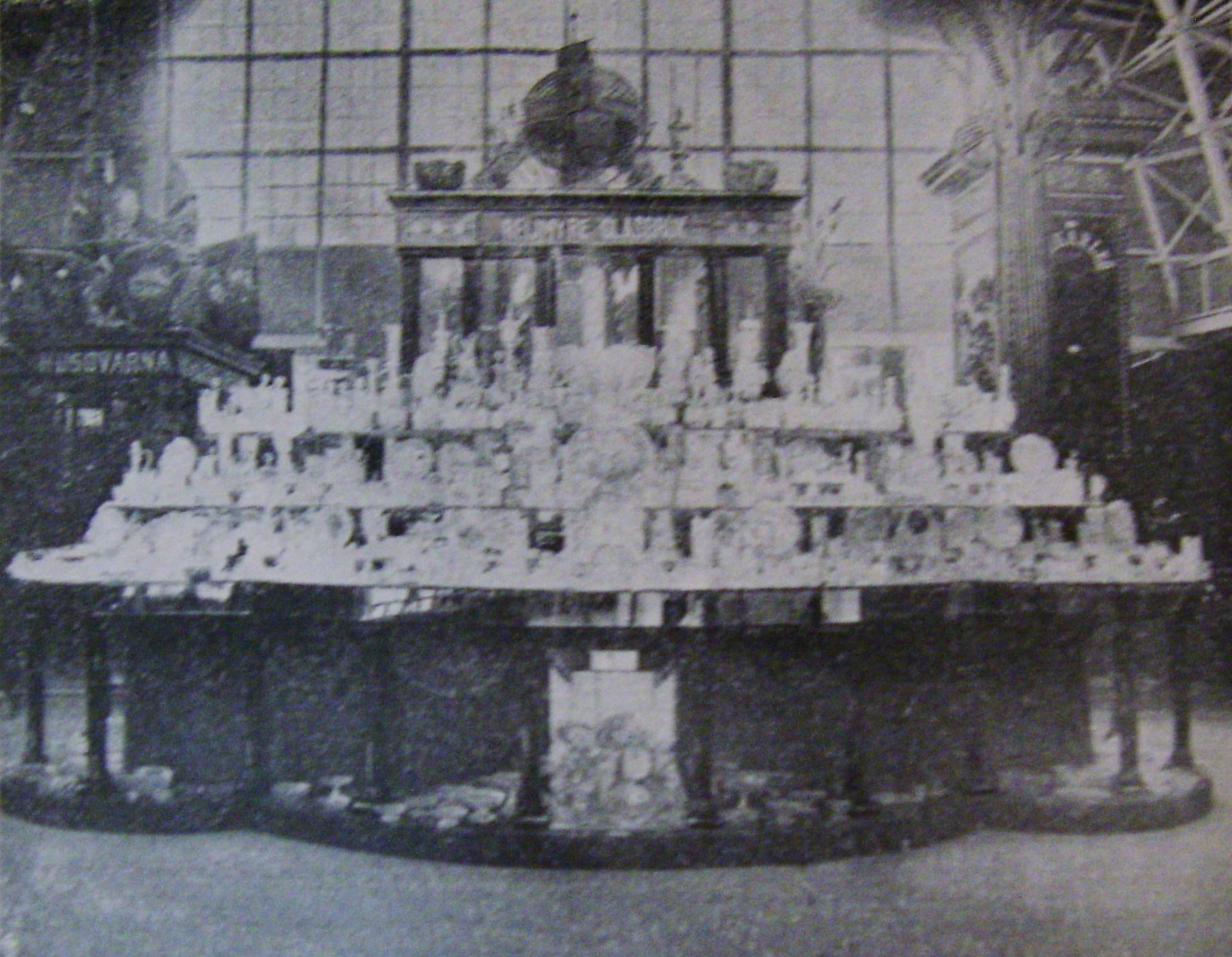
Reijmyre glasbruk har på nationella som internationella utställningar alltsedan 1800-talet väckt uppmärksamhet för sina produkter och gjort sitt varumärke starkt. I modern tid har konstnärer som Monica Bratt och Tyra Lundgren fortsatt denna tradition att stärka varumärket, såsom formgivare åt bruket.

Hösten 1932 togs en del av de forna brukslokalerna i Rejmyre åter i bruk, då en skjortfabrik började med sin verksamhet där och kort därefter framställdes även glasvaror på nytt. Strax före andra världskriget var över 100 man av den gamla arbetarstammen åter sysselsatta vid glasbruket. Även om de flesta av glasbruksarbetarna från 1920-talet hade sökt sin utkomst på andra arbetsfält hade en del stannat kvar på orten och inrättat privata verkstäder för slipning och etsning av glasprodukter. Dessa anställdes igen, och andra flyttade tillbaka till Rejmyre. 1930- och 1940-talet var en äventyrlig period med flera ägarbyten, tills bruket 1950 övertogs av tidigare chefen på Kosta, Lennart Rosén, och gick mot en ny blomstringstid – kallad för ”de goda åren” av rejmyreborna – fram till försäljningen till Guldsmedsaktiebolaget 1975. Återigen skedde flera ägarbyten och kristider för glasbruket, men sedan mitten av 1990-talet har verksamheten varit stabil och framåtriktad, även om personalstyrkan är betydligt mindre än för ett sekel sedan.

### Senare år
Reijmyre glasbruk ansökte om konkurs i augusti 2015 efter det att ägaren, Ulf Ericsson, avlidit i juli 2015, och arvtagarna ansett det vara omöjligt att driva bruket vidare. 17 anställda berördes.
I oktober 2015 köptes glasbruket av Arnfinn Röste, det norska glasbruket Magnor och Ulf Rosén med en tredjedel var. Den senare blev ny vd. Nu följde en god utveckling. Företaget utvecklade bland annat samarbetet med största kunden Svenskt Tenn, och började återigen att tillverka konstglas i jugendstil. En första kollektion presenteras våren 2016, och våren 2017 presenteras ännu en ny kollektion konstglas i jugendstil. Vid första bokslutet 31/12-16 kunde en vinst på över 2 miljoner kronor redovisas.
Sommaren 2017 sålde Magnor sitt aktieinnehav till Arnfinn Röste som därmed blev majoritetsägare. Under hösten 2017 var inte Arnfinn Röste och Ulf Rosén överens om framtida inriktning för glasbruket, varför Ulf Rosén under november 2017 sålde även sina aktier till Arnfinn Röste, som nu blev ensam ägare. Under januari 2018 slutade Rosén sitt uppdrag som VD, och strax därefter anställes Emma Ohlsson som ny VD. Hon blev dock inte långvarig utan slutade sin anställning redan sommaren 2018. 21 december 2018 satte Arnfinn Röste glasbruket i konkurs. I februari 2019 köptes glasbruket av paret Liselotte och  Ronald Bengtsson, som dock redan 29 maj 2019 sålde glasbruket vidare till Ulf Rosén och Viktor Söderberg. Rosén kom därmed tillbaka som VD efter att han slutat 16 månader tidigare.

### Reijmyre idag
Tillverkning sker idag av drivet, pressat och sprängt glas. Glasbruket är ett av Östergötlands största turistmål och har årligen omkring 100 000 besökare. Invid glasbruket finns numera även en hantverksby och gästgiveri. Det senare är byggt i det gamla sliperiet från år 1900.

## Kända konstnärer anställda vid Reijmyre glasbruk
- Betzy Ählström 1901–02
- Axel Enoch Boman 1902–16
- Ferdinand Boberg 1907
- Anna Boberg 1902–07
- Alf Wallander 1908–14
- Edvin Ollers 1918–20
- Sten Branzell 1920–22
- Axel Törneman 1920–22
- Björn Trägård 1937–
- Monica Bratt 1937–50
- Paul Kedelv 1956–78
- Johnny Mattsson 1960–65
- Tom Möller 1960–67[12]
- Margareta Hennix 1993–96

## Övrigt
- Kronprinsessan Victoria och Daniel Westlings officiella val av Reijmyre glasbruk som bröllopsservis 2010.